# Collegio uninominale Abruzzo - 02 (Senato della Repubblica)
Il collegio elettorale uninominale Abruzzo - 02 è stato un collegio elettorale uninominale della Repubblica Italiana per l'elezione del Senato tra il 2017 ed il 2022.

## Territorio
Come previsto dalla legge elettorale italiana del 2017, il collegio era stato definito tramite decreto legislativo all'interno della circoscrizione Abruzzo.
Era formato dal territorio di tutta la provincia di Teramo e dai comuni di Acciano, Aielli, Alfedena, Ateleta, Avezzano, Balsorano, Barete, Barisciano, Barrea, Bisegna, Cagnano Amiterno, Calascio, Campotosto, Canistro, Capestrano, Capistrello, Capitignano, Caporciano, Cappadocia, Carapelle Calvisio, Carsoli, Castel del Monte, Castel di Ieri, Castel di Sangro, Castellafiume, Castelvecchio Calvisio, Castelvecchio Subequo, Celano, Cerchio, Civita d'Antino, Civitella Alfedena, Civitella Roveto, Collarmele, Collelongo, Collepietro, Fagnano Alto, Fontecchio, Fossa, Gagliano Aterno, Gioia dei Marsi, Goriano Sicoli, L'Aquila, Lecce nei Marsi, Luco dei Marsi, Lucoli, Magliano de' Marsi, Massa d'Albe, Molina Aterno, Montereale, Morino, Navelli, Ocre, Ofena, Opi, Oricola, Ortona dei Marsi, Ortucchio, Ovindoli, Pereto, Pescasseroli, Pescina, Pescocostanzo, Pizzoli, Poggio Picenze, Prata d'Ansidonia, Rivisondoli, Rocca di Botte, Rocca di Cambio, Rocca di Mezzo, Roccaraso, San Benedetto dei Marsi, San Benedetto in Perillis, San Demetrio ne' Vestini, San Pio delle Camere, San Vincenzo Valle Roveto, Sant'Eusanio Forconese, Sante Marie, Santo Stefano di Sessanio, Scontrone, Scoppito, Scurcola Marsicana, Secinaro, Tagliacozzo, Tione degli Abruzzi, Tornimparte, Trasacco, Villa Sant'Angelo, Villa Santa Lucia degli Abruzzi, Villetta Barrea e Villavallelonga in provincia dell'Aquila.
Il collegio era parte del collegio plurinominale Abruzzo - 01.

## Eletti
| Elezione | Elezione | Senatore              | Partito           |
| -------- | -------- | --------------------- | ----------------- |
|          | 2018     | Gaetano Quagliariello | Identità e Azione |
|          | 2021     | Gaetano Quagliariello | Coraggio Italia   |

## Dati elettorali

### XVIII legislatura
Come previsto dalla legge elettorale, 116 senatori erano eletti con sistema a maggioranza relativa in altrettanti collegi uninominali a turno unico.
| Candidati              | Candidati                       | Voti    | %     | Liste                    | Voti    | %     |
| ---------------------- | ------------------------------- | ------- | ----- | ------------------------ | ------- | ----- |
|                        | Gaetano Quagliariello ✔️ Eletto | 115 630 | 39,34 | Forza Italia             | 46 611  | 15,86 |
| Lega                   | Gaetano Quagliariello ✔️ Eletto | 115 630 | 39,34 | 46 478                   | 15,81   |       |
| Fratelli d'Italia      | Gaetano Quagliariello ✔️ Eletto | 115 630 | 39,34 | 14 379                   | 4,89    |       |
| Noi con l'Italia - UDC | Gaetano Quagliariello ✔️ Eletto | 115 630 | 39,34 | 8 162                    | 2,78    |       |
|                        | Emanuela Papola                 | 108 666 | 36,97 | Movimento 5 Stelle       | 108 666 | 36,97 |
|                        | Massimo Cialente                | 50 466  | 17,17 | Partito Democratico      | 42 130  | 14,33 |
| +Europa                | Massimo Cialente                | 50 466  | 17,17 | 4 885                    | 1,66    |       |
| Civica Popolare        | Massimo Cialente                | 50 466  | 17,17 | 1 954                    | 0,66    |       |
| Italia Europa Insieme  | Massimo Cialente                | 50 466  | 17,17 | 1 497                    | 0,51    |       |
|                        | Guido Iapadre                   | 7 372   | 2,51  | Liberi e Uguali          | 7 372   | 2,51  |
|                        | Vittoriana Palumbo              | 3 341   | 1,14  | Potere al Popolo!        | 3 341   | 1,14  |
|                        | Lina Bottos                     | 2 795   | 0,95  | CasaPound                | 2 795   | 0,95  |
|                        | Simona Lupi                     | 2 100   | 0,71  | Il Popolo della Famiglia | 2 100   | 0,71  |
|                        | Domenico Rofi                   | 1 866   | 0,63  | Partito Comunista        | 1 866   | 0,63  |
|                        | Maria Rita Pantalone            | 1 227   | 0,42  | Italia agli Italiani     | 1 227   | 0,42  |
|                        | Carla Piermarini                | 483     | 0,16  | Partito Valore Umano     | 483     | 0,16  |
| Totale                 | Totale                          | 293 946 | 100   |                          | 293 946 | 100   |
|                        |                                 |         |       |                          |         |       |
| Voti non validi        | Voti non validi                 | 10 579  | 3,47  |                          |         |       |
| Votanti                | Votanti                         | 304 525 | 74,93 |                          |         |       |
| Elettori               | Elettori                        | 406 436 |       |                          |         |       |